# Joseph Duvet
Pour les articles homonymes, voir Duvet.
 (octobre 2015).
Joseph Duvet, né le 12 mars 1700 à Bollezeele, mort le 5 mars 1803 à Noordpeene, est une personnalité du Nord-Pas-de-Calais.

## Biographie
Marié en 1720 à Marie Cornélie Vandaele, fille du premier échevin d'Ebblinghem, il devient bourgeois de Cassel le 22 février 1720. Doté d'une fortune importante par héritage de sa mère en 1704 et au décès de son père en 1729, il bénéficie également en 1773 de la succession de son parrain. Après le décès de son épouse en 1773, il entre en conflit avec son beau-fils pour un problème d'héritage, semble-t-il.
L'annuaire statistique du département du Nord de l'An XII donne plusieurs renseignements sur son physique, son tempérament : il est d'une taille médiocre et d'une humeur gaie, s'affecte peu des revers de la vie; il est sobre, usant avec modération du tabac, du café, des liqueurs fortes...
Au terme d'une ascension sociale réussie, il devient à 36 ans le nouveau propriétaire de la seigneurie vicomtière de la Tour. Avec l'achat de cette seigneurie et du château de la Tour, Joseph Duvet se comporte rapidement comme le véritable maître de Noordpeene, n'hésitant pas à entrer en procès avec quiconque s'oppose à lui.  Plus de 40 procès le concernant ont pu être recensés à Cassel, Bailleul et Douai de 1728 à 1789. Sa fortune l'autorise à se montrer procédurier, et il en abuse, même lorsque sa cause est discutable. Ainsi, en 1778, il est condamné à payer à la fabrique de l'église d'Arnèke 14 324 livres, soit 40 % du montant d'achat de sa seigneurie.
Joseph Duvet a des prétentions à la noblesse, mais la seigneurie de la Tour, simple fief vicomtier, ne confère pas la noblesse à son possesseur. Son anoblissement éventuel ne peut avoir lieu que par usurpation ou par achat de fief conférant la noblesse. On ne sait s'il y parvint.
Joseph Duvet est le plus imposé des Noordpeenois. Il se montre volontiers généreux mais ses adversaires y voient une tactique s'apparentant au clientélisme. Directeur de l'assemblée villageoise au détriment du bailli de la paroisse, il dirige réellement le village. En position de supériorité, Joseph Duvet jouit ainsi à la veille de la Révolution d'une audience inhérente à sa considérable fortune. Il est choisi le 30 mars 1789 comme délégué pour représenter le tiers état de la Flandre Maritime à l’assemblée bailliagère, du 30 mars 1789 et  en 1790 il est élu comme le premier maire de la commune, et cela à plus de 90 ans.
Mort à 102 ans, en 1803, Joseph Duvet a fait montre d'une longévité exceptionnelle pour l'époque.

## Hommages
- Le stade municipal de Noordpeene porte le nom de stade Joseph Duvet.
- Au musée Maison de la Bataille de la Peene où se trouve son portrait, son personnage guide les visiteurs dans l'histoire de Noorpeene au XVIIIe siècle.